# TGE Marine Gas Engineering
Die TGE Marine Gas Engineering ist ein Unternehmen mit Sitz in Bonn. Es hat die Technologie für den Bau von weltweit rund 120 Gastankern geliefert, die vorwiegend zum Transport von Ethylen eingesetzt werden.

## Geschichte
Die TGE wurde 1980 in Bonn gegründet, seinerzeit unter dem Namen „Liquid-Gas International Ingenieurgesellschaft“, abgekürzt LGI. Hauptzweck des Unternehmens war die Konstruktion und Lieferung von Gas-Handling-Systemen für Werften in Deutschland und den Niederlanden. Etwa zehn Jahre später wurden vergleichbare Anlagen auch für landseitige Anlagen geliefert, der Export nach China spielt eine große Rolle. Inzwischen wurden an China Gas-Handling-Systeme und Ladetanks für rund 40 Gaskraftwerke geliefert.
1993 wurde LGI von der belgischen Tractebel-Gruppe erworben und in Tractebel Gas Engineering GmbH (TGE) umbenannt. Die Produktpalette wurde um die LNG-Technologie (liquefied natural gas) erweitert, um sich zukünftig verstärkt auf den Bau von kleinen LNG-Tankern mit Größen von 5.000 bis 40.000 Kubikmetern und LNG-Bunkerstationen zu konzentrieren.
In den Büros am Hauptsitz in Bonn, in Shanghai sowie in den Konstruktionsbüros von Werften arbeiten TGE-Ingenieure an Schiffen für den Transport von LPG, Ethylen und LNG. Außerdem beteiligt sich TGE an Entwicklungen zur Nutzung von LNG als Schiffstreibstoff und LNG-Bunkerstationen. Auch um das Thema Ammoniak kümmert man sich.
Im Jahr 2015 wurde TGE Marine von Mitsui E&S übernommen.

## LNG-Tanker

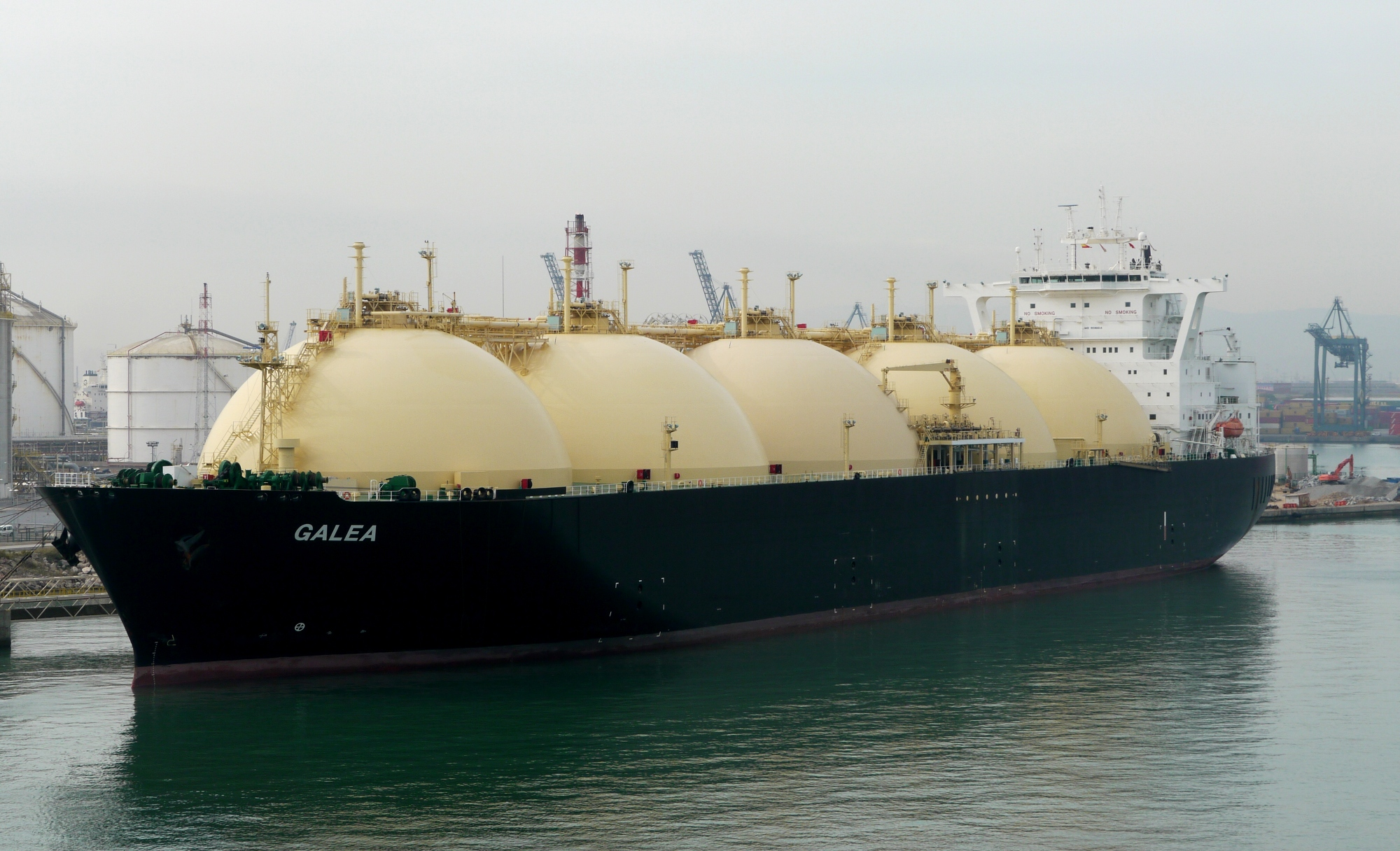
LNG-Tanker Galea

LNG-Tanker transportieren verflüssigtes Erdgas bei minus 163 Grad von den Anlagen zur LNG-Verflüssigung zu Ländern mit Häfen, die über entsprechende Löscheinrichtungen verfügen. An dem LNG-Tanker Coral Energy mit einer Ladekapazität von 15.600 m³ LNG, das beim Transport bis zu minus 164 °C gekühlt wird, der 2012 auf der Meyer Werft in Papenburg und deren Schwesterunternehmen Neptun Werft in Rostock für die niederländische Reederei Anthony Veder entstand, war TGE maßgeblich beteiligt. Der Tanker wurde mit einem emissionsarmen Dual-Fuel-Motor ausgerüstet, der den derzeit höchsten Umweltstandards entspricht.

## LNG-Antrieb und LNG-Bunkeranlagen
Derzeit werden von TGE Gassysteme für Dual-Fuel-Schiffsmotoren und LNG-Bunkeranlagen entwickelt und gebaut. Kleinere Tanker versorgen kleine, dezentrale Verbraucher und zukünftige LNG-Bunkerstationen. Die 2015 in Kraft tretenden Vorschriften für die Ost- und Nordsee, die nur noch Schiffsbrennstoffe mit max. 0,1 % Schwefel zulassen, eröffnen für den Einsatz von LNG als Kraftstoff für Dieselmotoren neue Perspektiven. Alternativen sind Entschwefelungsanlagen an Bord oder die Nutzung von Gasöl als Treibstoff. Derzeit werden in diesen Fahrtgebieten mit Beteiligung von TGE Untersuchungen zur Errichtung von LNG-Bunkerstationen durchgeführt.

## Vorschriften
Die Verwendung von Gas als Schiffsbrennstoff ist bisher nach den SOLAS-Vorschriften mit Ausnahme der IGC-Bauvorschrift für Gastanker (International Code for the Construction and Equipment of Ships Carrying Liquefied Gases in Bulk) verboten. Bei der IMO wurde ein Vorschlag zur Entwicklung einer Richtlinie für Gas als Schiffsbrennstoff eingereicht und als MSC.285(86) 2009 verabschiedet. Sie gilt als Stand der Technik zur Installation von gasbetriebenen Anlagen auf Schiffen und dokumentiert den derzeitigen internationalen Standard für Schiffe mit Gasbetrieb. Damit wird der Betrieb für Schiffe mit Gasbetrieb unter Zustimmung des Flaggenstaates ermöglicht.